# W47

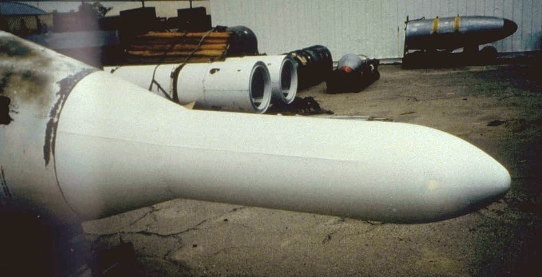
폴라리스 A-1의 W47 열핵탄두

W47은 미국의 열핵탄두이다.

## 역사
폴라리스 A-1 SLBM에 탑재되었다. 1960년부터 1974년까지 실전배치되었다. 핵탄두는 로런스 방사능 연구소에서 1957년부터 1960년까지 개발되었다.
W47 핵탄두는 직경 460 mm, 길이 1,200 mm, 무게 330 kg (Y1 모델), 332 kg (Y2 모델), 핵출력 600 kt (Y1 모델), 1.2 mt (Y2 모델)이다.
W47은 미국이 최초로 탄도 미사일용으로 소형화에 성공한 열핵탄두(수소폭탄)이다. 1945년 7월 14일 미국 최초의 트리니티 핵실험 이후 15년만에 열핵탄두 소형화에 성공했다.
세계 최초의 전략원잠(SSBN)인 경하 배수량 5400톤급 USS 조지 워싱턴 (SSBN-598) 핵잠수함에 16발의 폴라리스 A-1 SLBM이 탑재되었으며, 미사일 당 1개의 W47 열핵탄두가 탑재되었다.
핵폭탄의 폭발력을 무게로 나눈 것을 YTW 비율이라고 하는데, W-47 핵탄두는 yield-to-weight (YTW) ratio (kt/kg)이 2.7이나 된다. 미국 핵탄두 중에 매우 고효율이다. 이 효율은 안전장치 등의 탑재로 다시 줄게 되는데, 최신형에 속하는 W87 핵탄두는 300 kg 무게에 300 kt 폭발력이라서 YTW 비율이 1.0이다. ICBM의 경우, 고열에 견디는 대기권 재진입체의 무게가 상당히 무거운데, 이는 별도로 무게를 계산한다.

## 일본
2016년 미국 국방부 산하 싱크탱크인 총괄평가국(ONA)이 지원해 만든 "일본 핵전쟁 연구 보고서"는 일본이 10년 이내에 1.2메가톤(mt) 위력의 미국의 W47과 유사한 핵탄두를 개발할 수 있다고 봤다.

## 북한
2016년 8월 24일 북한은 미국 폴라리스 미사일과 이름이 동일한 북극성 미사일(KN-11)을 시험발사했다. 이 미사일에 탑재하는 핵탄두인지는 불명확하지만, 2016년 3월 9일 W47과 비슷한 무게 300 kg 정도의 수소폭탄 KN-08 핵탄두를 공개했다. W47이 미국 최초의 소형화에 성공한 수소폭탄인 것과 마찬가지로, KN-08 핵탄두는 북한 최초의 소형화에 성공한 수소폭탄이다. 2006년 최초 핵실험 이후 10년만에 수소폭탄 소형화에 성공했다. 그러나 핵출력은 W47-Y1의 600 kt이 아니라 80 kt으로 추정된다는 것이 이스라엘 피셔항공우주전략연구소의 탈 인바르 우주연구센터장은 미국 하원 세미나에 참석해서 밝힌 분석이다.
이스라엘 전문가의 추정에도 불구하고, 만약 북한이 미국 폴라리스와 이름이 동일한 북극성을 만들었고, 핵탄두도 무게 300 kg 정도의 미국 최초로 소형화된 열핵탄두(수소폭탄)인 W47을 베낀 것이라면, KN-08 핵탄두의 핵출력이, 600 kt 또는 1.2메가톤일 수도 있다.

## 같이 보기
- KN-11
- KN-08 핵탄두